# Supercoppa di Svizzera 1989 (calcio)
La Supercoppa di Svizzera 1989 si è disputata il 17 giugno 1989 al Wankdorfstadion di Berna. A contendersi il trofeo erano i campioni di Svizzera del Lucerna e i detentori della Coppa Svizzera del Grasshoppers.
La gara è stata vinta da questi ultimi, alla prima affermazione in questa competizione, con una doppietta del nazionale neozelandese Wynton Rufer e le marcature di Alain Sutter e Andy Egli, ribaltando lo svantaggio iniziale di due reti.

## Tabellino
| Berna 17 giugno 1989                                                                     | Grasshoppers | 4 – 2 referto       | Lucerna | Wankdorfstadion |
| \| \| \| \| \| Rufer 56’, 63’ Sutter 68’ Egli 86’ \| Marcatori \| 40’ Mohr 44’ Müller \| |              |                     |         |                 |
|                                                                                          |              |                     |         |                 |
| Rufer 56’, 63’ Sutter 68’ Egli 86’                                                       | Marcatori    | 40’ Mohr 44’ Müller |         |                 |

### Formazioni
| Grasshoppers    |  |                  |  |     |
|                 |  |                  |  |     |
| P               |  | Martin Brunner   |  |     |
| D               |  | Charly In-Albon  |  |     |
| D               |  | Marcel Koller    |  |     |
| D               |  | Andy Egli        |  |     |
| D               |  | Meili            |  | 46’ |
| C               |  | Alain Sutter     |  |     |
| C               |  | Martin Andermatt |  |     |
| C               |  | Arne Stiel       |  |     |
| C               |  | Paulo César      |  |     |
| A               |  | Thomas Wyss      |  | 86’ |
| A               |  | Wynton Rufer     |  |     |
| Sostituzioni:   |  |                  |  |     |
| A               |  | Necip Ugras      |  | 46’ |
| ?               |  | Beti             |  | 86’ |
| Allenatore:     |  |                  |  |     |
| Ottmar Hitzfeld |  |                  |  |     |

| Lucerna        |  |                   |  |     |
|                |  |                   |  |     |
| P              |  | Giorgio Mellacina |  |     |
| D              |  | Herbert Baumann   |  |     |
| D              |  | Roger Wehrli      |  |     |
| D              |  | Urs Birrer        |  |     |
| D              |  | Stefan Marini     |  |     |
| C              |  | Urs Schönenberger |  |     |
| C              |  | Martin Müller     |  |     |
| C              |  | Jürgen Mohr       |  |     |
| C              |  | Hanspeter Burri   |  |     |
| A              |  | Paul Friberg      |  | 71’ |
| A              |  | Marco Bernaschina |  | 61’ |
| Sostituzioni:  |  |                   |  |     |
| D              |  | Heinz Moser       |  | 61’ |
| ?              |  | Peter ?           |  | 71’ |
| Allenatore:    |  |                   |  |     |
| Friedel Rausch |  |                   |  |     |